# Le Sabine
Le Sabine (Les Sabines) è un dipinto a olio su tela (385x522 cm) conservato nel Museo del Louvre di Parigi e realizzato a partire dal 1794 dal pittore Jacques-Louis David.

## Storia
David fu tra i pochi ad aver espresso, con la sua arte, una propria opinione riguardo ai destini della Francia rivoluzionaria. Cominciò i primi schizzi quand'era in prigione (in quanto amico e sostenitore di Robespierre). Dopo la caduta dei giacobini, infatti, il potere era passato nelle mani del Direttorio. Lo stesso David dovette quindi rivedere le sue idee. È un messaggio personale dell'artista (l'esecuzione avvenne in carcere e in assenza di committenti), a favore di una riconciliazione delle varie parti politiche e sociali di Francia dopo il terrore successivo alla rivoluzione.
David sembra quindi invitare i suoi connazionali a deporre le armi e a raggiungere la pacificazione nazionale. Esposta inizialmente al palazzo del Lussemburgo, la tela finì al Louvre nel 1826, dopo la morte del pittore.

## Descrizione e stile
Il tema raffigurato è un seguito del leggendario Ratto delle Sabine, e precisamente l'epilogo di tre anni successivo al violento rapimento: i Sabini, tentando di riprendere le loro donne rapite dai romani guidati da Romolo, si scontrarono con essi. I contendenti decisero di battersi a duello, ma l'intervento delle donne sabine con i loro bambini fece cessare ogni ostilità. Il centro del dipinto è infatti occupato da Ersilia, che spalanca le braccia, le Sabine e i bambini nati dall'unione con i Romani, che cercano di impedire lo scontro tra Tazio, Romolo e gli eserciti delle due città. La posa di Ersilia è chiaramente ispirata da un dipinto di Nicolas Poussin, L'Adorazione del Vitello d'oro.
Per questo dipinto a soggetto storico David rompe con lo stile severo e lineare che usava per Il giuramento degli Orazi a favore di uno stile più realistico e morbido, fatto di corpi resi con linee curve ed eleganti, su ispirazione della pittura vascolare greca. Un esempio è la scelta di dipingere nudi alcuni soldati e i bambini: la nudità in pittura era vietata durante la Rivoluzione. Interessante questa rappresentazione: in basso a sinistra si nota un ragazzo nudo, che è probabilmente una figura che indica Roma: la giovane età del personaggio sembra richiamare alla giovane età di Roma stessa, nel periodo del Ratto delle Sabine, mentre il fatto che il giovanetto sia nudo è un riferimento alla Roma sprovvista di risorse, costretta a compiere il rapimento delle Sabine per necessità.
Le mura e le torri sullo sfondo sono state viste come un'allusione alla Bastiglia, il luogo dove ebbe inizio la rivoluzione francese il 14 luglio del 1789.

## Modelli
Uno degli allievi di David, Bayard, fece da modello per la figura di Romolo, mentre un ballerino di nome Degville avrebbe dato i suoi tratti a Tito Tazio. Una delle sabine anziane accanto a Romolo venne dipinta basandosi su Catherine, la bambinaia che si occupava dei figli del pittore. L'artista avrebbe preso come modella la nobildonna Aurore de Bellegarde per dipingere Ersilia, mentre sua sorella Adèle diede i suoi tratti alla sabina in ginocchio accanto a lei.

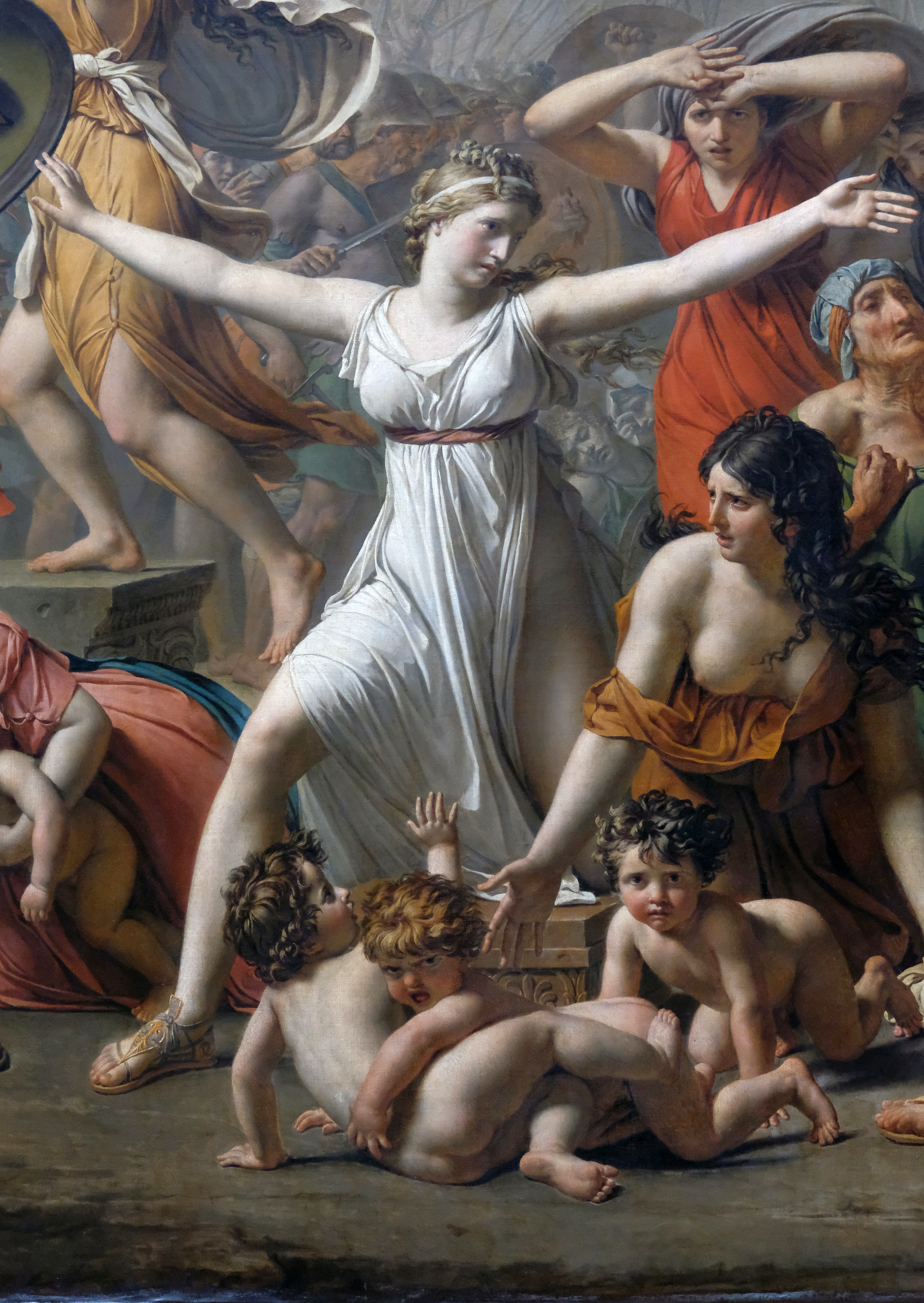
Un dettaglio di Ersilia e della sabina inginocchiata, per le quali posarono le sorelle de Bellegarde

Riguardo alle due aristocratiche che avrebbero posato per quest'opera, a Parigi iniziarono a circolare vari aneddoti apocrifi sul loro coinvolgimento nella creazione di quest'opera. Secondo una versione riportata da Miette de Villars nel 1850, le due sorelle e Thérésa Tallien, allora una figura di spicco nell'alta società parigina, avevano saputo che David aveva difficoltà a trovare delle modelle, perciò fecero una visita al suo studio "con l'abito della nostra madre Eva". Si racconta che David abbia esclamato: "Signore, mi sento come Paride dinnanzi alle tre Grazie!" In una seconda versione riportata da Étienne-Jean Delécluze (uno studente di David) nel 1855, le sorelle de Bellegarde vennero portate nello studio da Madame de Noailles, un'amica di David, e attirarono l'attenzione del pittore con le loro capigliature lunghe e affascinanti. Di sicuro, le due sorelle de Bellegarde erano ben note nello scenario artistico parigino e conoscevano vari artisti di vario genere.
Nella versione di de Villars, David rimase per lo più colpito da Aurore, che posò per Ersilia, e chiese ad Adèle e Tallien di posare "per cortesia". Secondo Delécluze, invece, fu la chioma lunga e corvina di Adèle che lo stupì: allora egli aveva già dipinto la figura accovacciata accanto ad Ersilia (che era stata completata nell'ottobre del 1796) e si rammaricò di non aver avuto l'opportunità di prendere il volto di Bellegarde come modello. Adèle gli avrebbe  concesso di ridipingere il volto della figura riprendendo il suo.
Secondo Delécluze, l'attenzione di David nel dipingere il volto di Adèle de Bellegarde avrebbe fatto nascere delle voci su una loro relazione, infondate secondo l'allievo dell'artista. Circolarono anche delle voci secondo le quali ella avrebbe posato completamente nuda.